# Elisabetta Albertina di Anhalt-Dessau
Elisabetta Albertina di Anhalt-Dessau (Cölln, 1º maggio 1665 – Dessau, 5 ottobre 1706) fu una nobile dell'Anhalt-Dessau.

## Biografia
Era figlia di Giovanni Giorgio II di Anhalt-Dessau, duca di Anhalt-Dessau dal 1660 al 1693, e di Enrichetta Caterina d'Orange.
Venne data in sposa a Enrico di Sassonia-Weissenfels-Barby, duca di Sassonia-Weissenfels e conte di Barby. Il matrimonio, che sancì l'unione degli Ascanidi con i Wettin, venne celebrato a Dessau il 30 marzo 1686. Elisabetta Albertina divenne con le nozze duchessa di Sassonia-Weissenfels e contessa di Barby, titoli che conservò fino alla morte.
Diede alla luce sei figli:
- Giovanni Augusto (Dessau, 28 luglio 1687-Dessau, 22 gennaio 1688);
- Giovanni Augusto (Dessau, 24 luglio 1689-Dessau, 21 ottobre 1689);
- Federico Enrico (Dessau, 2 luglio 1692-L'Aia, 21 novembre 1711);
- Giorgio Alberto (Dessau, 19 aprile 1694-Barby, 12 giugno 1739);
- Enrichetta Maria (Dessau, 1º marzo 1697-Weißenfels, 10 agosto 1719);
- una bambina (5 ottobre 1706).

Morì nel dare alla luce una bambina, morta subito dopo la nascita.

## Ascendenza
|                                                    |                                    |                                                 | Genitori                                             |  |  | Nonni |  |  | Bisnonni                                        |  |  | Trisnonni                                |  |
|                                                    |                                    |                                                 |                                                      |  |  |       |  |  | Giovanni Giorgio I, I principe di Anhalt-Dessau |  |  | Gioacchino Ernesto, I principe di Anhalt |  |
|                                                    |                                    |                                                 |                                                      |  |  |       |  |  | Giovanni Giorgio I, I principe di Anhalt-Dessau |  |  | Gioacchino Ernesto, I principe di Anhalt |  |
|                                                    |                                    | Agnese di Barby-Mühlingen                       |                                                      |  |  |       |  |  | Giovanni Giorgio I, I principe di Anhalt-Dessau |  |  |                                          |  |
| Giovanni Casimiro, II principe di Anhalt-Dessau    |                                    |                                                 |                                                      |  |  |       |  |  | Giovanni Giorgio I, I principe di Anhalt-Dessau |  |  |                                          |  |
|                                                    |                                    | Dorotea del Palatinato-Simmern                  | Giovanni Casimiro, I principe del Palatinato-Lautern |  |  |       |  |  |                                                 |  |  |                                          |  |
|                                                    |                                    | Dorotea del Palatinato-Simmern                  | Giovanni Casimiro, I principe del Palatinato-Lautern |  |  |       |  |  |                                                 |  |  |                                          |  |
|                                                    |                                    | Dorotea del Palatinato-Simmern                  | Elisabetta di Sassonia                               |  |  |       |  |  |                                                 |  |  |                                          |  |
| Giovanni Giorgio II, III principe di Anhalt-Dessau |                                    | Dorotea del Palatinato-Simmern                  |                                                      |  |  |       |  |  |                                                 |  |  |                                          |  |
|                                                    |                                    | Maurizio, II langravio d'Assia-Kassel           | Guglielmo IV, I langravio d'Assia-Kassel             |  |  |       |  |  |                                                 |  |  |                                          |  |
|                                                    |                                    | Maurizio, II langravio d'Assia-Kassel           | Guglielmo IV, I langravio d'Assia-Kassel             |  |  |       |  |  |                                                 |  |  |                                          |  |
|                                                    |                                    | Maurizio, II langravio d'Assia-Kassel           | Sabina di Württemberg                                |  |  |       |  |  |                                                 |  |  |                                          |  |
| Agnese d'Assia-Kassel                              |                                    | Maurizio, II langravio d'Assia-Kassel           |                                                      |  |  |       |  |  |                                                 |  |  |                                          |  |
|                                                    |                                    | Giuliana di Nassau-Dillenburg                   | Giovanni VII, I conte di Nassau-Siegen               |  |  |       |  |  |                                                 |  |  |                                          |  |
|                                                    |                                    | Giuliana di Nassau-Dillenburg                   | Giovanni VII, I conte di Nassau-Siegen               |  |  |       |  |  |                                                 |  |  |                                          |  |
|                                                    |                                    | Giuliana di Nassau-Dillenburg                   | Maddalena di Waldeck-Wildungen                       |  |  |       |  |  |                                                 |  |  |                                          |  |
| Enrichetta Albertina di Anhalt-Dessau              |                                    | Giuliana di Nassau-Dillenburg                   |                                                      |  |  |       |  |  |                                                 |  |  |                                          |  |
|                                                    | Guglielmo I, XIX principe d'Orange | Guglielmo I, VIII conte di Nassau-Dillenburg    |                                                      |  |  |       |  |  |                                                 |  |  |                                          |  |
|                                                    | Guglielmo I, XIX principe d'Orange | Guglielmo I, VIII conte di Nassau-Dillenburg    |                                                      |  |  |       |  |  |                                                 |  |  |                                          |  |
|                                                    | Guglielmo I, XIX principe d'Orange | Giuliana di Stolberg-Wernigerode                |                                                      |  |  |       |  |  |                                                 |  |  |                                          |  |
| Federico Enrico, XXII principe d'Orange            | Guglielmo I, XIX principe d'Orange |                                                 |                                                      |  |  |       |  |  |                                                 |  |  |                                          |  |
|                                                    |                                    | Luisa di Coligny                                | Gaspare II, I conte di Coligny                       |  |  |       |  |  |                                                 |  |  |                                          |  |
|                                                    |                                    | Luisa di Coligny                                | Gaspare II, I conte di Coligny                       |  |  |       |  |  |                                                 |  |  |                                          |  |
|                                                    |                                    | Luisa di Coligny                                | Carlotta di Laval                                    |  |  |       |  |  |                                                 |  |  |                                          |  |
| Enrichetta Caterina d'Orange                       |                                    | Luisa di Coligny                                |                                                      |  |  |       |  |  |                                                 |  |  |                                          |  |
|                                                    |                                    | Giovanni Alberto I, IX conte di Solms-Braunfels | Corrado, VIII conte di Solms-Braunfels               |  |  |       |  |  |                                                 |  |  |                                          |  |
|                                                    |                                    | Giovanni Alberto I, IX conte di Solms-Braunfels | Corrado, VIII conte di Solms-Braunfels               |  |  |       |  |  |                                                 |  |  |                                          |  |
|                                                    |                                    | Giovanni Alberto I, IX conte di Solms-Braunfels | Elisabetta di Nassau-Dillenburg                      |  |  |       |  |  |                                                 |  |  |                                          |  |
| Amalia di Solms-Braunfels                          |                                    | Giovanni Alberto I, IX conte di Solms-Braunfels |                                                      |  |  |       |  |  |                                                 |  |  |                                          |  |
|                                                    |                                    | Agnese di Sayn-Wittgenstein                     | Ludovico I, VI conte di Sayn-Wittgenstein            |  |  |       |  |  |                                                 |  |  |                                          |  |
|                                                    |                                    | Agnese di Sayn-Wittgenstein                     | Ludovico I, VI conte di Sayn-Wittgenstein            |  |  |       |  |  |                                                 |  |  |                                          |  |
|                                                    |                                    | Agnese di Sayn-Wittgenstein                     | Elisabetta di Solms-Laubach                          |  |  |       |  |  |                                                 |  |  |                                          |  |
|                                                    |                                    | Agnese di Sayn-Wittgenstein                     |                                                      |  |  |       |  |  |                                                 |  |  |                                          |  |